# Calligonum
- Commons
- Wikispecies

Calligonum L. é um género botânico pertencente à família Polygonaceae.

## Espécies
| - Calligonum aphyllum - Calligonum arborescens - Calligonum alaschanicum - Calligonum calliphysa - Calligonum caput-medusae - Calligonum chinense - Calligonum colubrinum - Calligonum comosum - Calligonum cordatum - Calligonum crinitum - Calligonum comosum - Calligonum densum - Calligonum ebinuricum - Calligonum gobicum - Calligonum jeminaicum - Calligonum junceum | - Calligonum klementzii - Calligonum korlaense - Calligonum leucocladum - Calligonum microcarpum - Calligonum mongolicum - Calligonum polygonoides - Calligonum potanini - Calligonum pumilum - Calligonum roborowskii - Calligonum rouqiangense - Calligonum rubicundum - Calligonum squarrosum - Calligonum trifarium - Calligonum yengisaricum - Calligonum zaidamense |

## Classificação do gênero
| Sistema | Classificação                    | Referência               |
| ------- | -------------------------------- | ------------------------ |
| Linné   | Classe Polyandria, ordem Digynia | Species plantarum (1753) |